# Yosef Tekoah

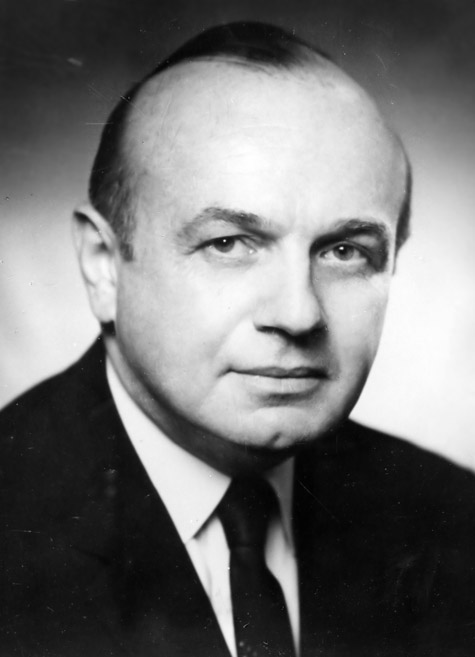
Yosef Tekoah

Yosef Tekoah (hebräisch יוֹסֵף תְּקוֹעַ Jōssef Təqōʿah; * 4. März 1925 in Ljachawitschy als Yosef Tukaczynski; † 14. April 1991 in New York City) war ein israelischer Diplomat.
Yosef Tekoah wurde 1925 geboren. In den 1930er Jahren emigrierte seine Familie erst nach Harbin in der Mandschurei und später nach Shanghai, wo sie sich im internationalen Handel betätigten. Tekoah studierte Jura an der Université l’Aurore in Shanghai. Nach seinem dortigen Abschluss ging er in die Vereinigten Staaten, um dort sein Studium an der Harvard University fortzusetzen. 1948 erhielt er seinen Master in Internationalen Beziehungen. Tekoah ging nun nach Israel, wo er 1949 als juristischer Berater im israelischen Außenministerium tätig zu werden begann. 1953 wurde er Leiter der israelischen Delegation bei den Waffenstillstandsverhandlungen mit Ägypten, Jordanien, Syrien und dem Libanon und bekleidete dieses Amt die nächsten fünf Jahre.
Im weiteren Verlauf seiner Karriere gehörte er ab 1958 der israelischen Delegation bei den Vereinten Nationen an. 1960 wurde er Botschafter in Brasilien und war im Anschluss ab 1962 drei Jahre Botschafter in der Sowjetunion. Danach arbeitete er zwei Jahre als Assistant Director General im israelischen Außenministerium, bevor er schließlich von 1968 bis 1975 der ständige Vertreter Israels bei den Vereinten Nationen wurde. 1975 kehrte er nach Israel zurück um Präsident der Ben-Gurion-Universität im Negev zu werden. 1976 wurde seine Autobiografie In the Face of the Nations veröffentlicht. 1981 erfolgte seine Wahl zum Kanzler der Universität. Dieses Amt bekleidete er bis zu seinem Tod 1991. Tekoah, der bereits seit einem Jahr in Manhattan gelebt hatte, um an Projekten seiner Universität zu arbeiten, starb in New York City an einem Herzinfarkt.
Tekoah war seit 1951 mit Ruth Tekoah verheiratet und hatte drei Kinder, eine Tochter und zwei Söhne. Er sprach mehrere Sprachen fließend, unter anderem Englisch, Französisch, Hebräisch, und Russisch. In der Stadt Beʾer Scheva wurde eine Straße nach ihm benannt.